# Shell Lake (Wisconsin)
Shell Lake település az Amerikai Egyesült Államok Wisconsin államában, Washburn megyében, melynek megyeszékhelye is. Lakosainak száma 1371 fő (2020. április 1.).

## Népesség
A település népességének változása:

| 2010 | 1 347 |
| 2020 | 1 371 |